# 하인

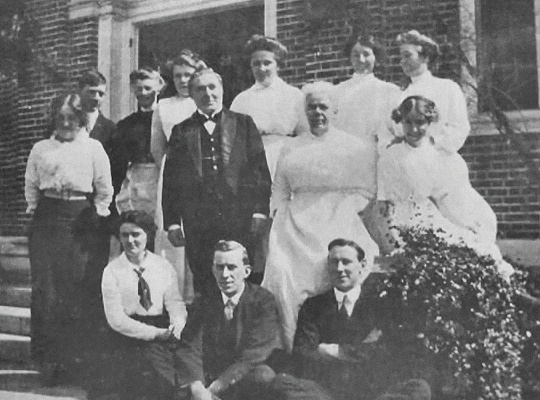
1914년 미국의 가사 노동자들

하인(下人, 영어: servant)은 고용주의 집에서 집안일 등을 하는 노동자를 말한다. '하인'은 상하관계가 있던 과거의 제도를 가리키는 역사적인 표현으로, 현대에 같은 종류의 서비스 직종은 고용-취직 관계인 가정관리사로서 노동 법률의 보호를 받는다.

## 같이 보기
- 하녀
- 가정부